# Aniello Aliberti
Aniello Aliberti (San Giuseppe Vesuviano, 27 luglio 1957) è un imprenditore italiano.

## Biografia
È stato amministratore delegato dal 1999 al 2002 e presidente dal 2002 al 2005 di Agria S.p.A., azienda agroalimentare di famiglia.
La sua notorietà nel panorama nazionale è legata al fatto di essere stato vice presidente della Lega Calcio, nonché proprietario e presidente della squadra di calcio della Salernitana Sport, dal 1994 fino al fallimento del 2005 (la squadra venne poi rifondata sotto altra proprietà tramite Lodo Petrucci). Negli anni successivi, nel corso di varie interviste, non risparmierà accuse e frecciate a chi, a suo dire, volle estromettere la Salernitana, dalla Serie A prima, e dal calcio italiano poi – e, soprattutto, ricorderà i quattro tifosi salernitani morti nell'incendio sul treno che li trasportava da Piacenza a Salerno.
Nel corso della sua gestione alla Salernitana ha condotto la squadra dalla Serie B alla Serie A per la prima volta dopo cinquant'anni, aggiudicandosi il torneo cadetto 1997-1998 sotto la guida del tecnico Delio Rossi. Negli anni successivi per tanto tempo la Salernitana è tra le migliori squadre cadette, a parte la stagione 2002-2003, in cui termina ultima ma viene ripescata grazie al caso Catania.
Per la stagione 1999-2000 oltre alla Salernitana, Aliberti ha posseduto una parte del pacchetto azionario del Campobasso Calcio, squadra che in quella stagione militava nel C.N.D. e che grazie anche al contributo di una decina di giocatori sotto contratto con la Salernitana militante in Serie B, riuscì ad essere promossa in Serie C2. Nel biennio 2001-2002 Aliberti ha inoltre detenuto il 65% dell'Avellino.
Nella stagione 2016-2017 gestisce la società sportiva S.S.D. Città di Campobasso, che militava in Serie D, come consigliere.